# Patti Page Sings for Romance
| Recensione | Giudizio |
| ---------- | -------- |
| AllMusic   |          |

Patti Page Sings for Romance è un album della cantante Patti Page, pubblicato dalla casa discografica Mercury Records nell'ottobre del 1954.
La cantante interpreta alcuni grandi classici degli anni trenta (1934-1937).

## Tracce

### LP
Lato A
1. Blue Hawaii – 2:37 (Leo Robin, Ralph Rainger) – Registrato il 13 luglio 1953
2. Where or When – 3:12 (Lorenz Hart, Richard Rodgers) – Registrato il 13 luglio 1953
3. There Is No Greater Love – 2:55 (Marty Symes, Isham Jones) – Registrato il 13 luglio 1953
4. Did I Remember – 2:55 (Harold Adamson, Walter Donaldson) – Registrato il 13 luglio 1953

Lato B
1. Moon Over Miami – 3:06 (Joe Burke, Edgar Leslie) – Registrato il 9 giugno 1953
2. East of the Sun – 2:57 (Brooks Bowman) – Registrato il 9 giugno 1953
3. I Only Have Eyes for You – 3:03 (Al Dubin, Harry Warren) – Registrato il 9 giugno 1953
4. Every Day – 2:22 (Peter Chatman, William York) – Registrato il 9 giugno 1953

- Durata brani ricavati dalla Compilation (su 4 CD) dal titolo Vol. 1 – Eight Classic Albums (Real Gone Records, RGMCD 123)

## Musicisti
- Patti Page – voce
- Jack Rael – conduttore orchestra